# Guglielmo dei Grigi
Guglielmo des Gris de Bergame, pseudonyme de Guglielmo Grigis (né vers 1485 à Alzano Lombardo et mort à Venise avant 1530), est un architecte et sculpteur italien, demeurant à Venise au San Cassiano du Campanile. Connu aussi sous le nom de Guglielmo d'Alzano, il fut confratello de l'École de Saint-Jean l'Évangéliste.

## Homonymes
Ses homonymes furent Guglielmo de Pietro Bergamaschin qui en 1519 demeurait à Saint Martial et Guglielmo de Girardo mort en 1519 qui était également confratello de l'École de Saint Jean l'Évangéliste et comme lui, de Bergame.